# Eclipse solar del 30 de abril de 2022
Un eclipse solar parcial ocurrió el 30 de abril del 2022. Su máximo de cobertura aconteció a las 20:42:36 UTC en las coordenadas 62.1°S 71.5°W  (océano Austral). Un eclipse solar ocurre cuando la Luna pasa entre la Tierra y el Sol, oscureciendo así parcial o totalmente la imagen del Sol de un espectador en la Tierra. Un eclipse parcial ocurre en las regiones polares de la Tierra cuando el centro de la sombra de la Luna no alcanza a la Tierra.

## Zonas de visibilidad
| Continente      | País                  | Lugar                | Coordenadas geográficas | Duración (aprox.) | Inicio (UTC) | Máximo (UTC) | Fin (UTC) | % máx. de cobertura |
| --------------- | --------------------- | -------------------- | ----------------------- | ----------------- | ------------ | ------------ | --------- | ------------------- |
| América del Sur | Argentina             | Buenos Aires         |                         |                   |              |              |           |                     |
| América del Sur | Argentina             | Ushuaia              |                         |                   |              |              |           |                     |
| América del Sur | Bolivia               | La Paz               |                         |                   |              |              |           |                     |
| América del Sur | Brasil                |                      |                         |                   |              |              |           |                     |
| América del Sur | Chile                 | Concepción           |                         | 103 min           | 20:21:01     | 21:29:23     | 22:04:00  | 34, 5 %             |
| América del Sur | Chile                 | Puerto Williams      |                         |                   |              |              |           |                     |
| América del Sur | Chile                 | Punta Arenas         |                         | 93 min            | 19:46:44     | 20:59:29     | 21:19:00  | 51 %                |
| América del Sur | Chile                 | Santiago             |                         | 90 min            | 20:33        | 21:37        | 22:03     | 28, 5 %             |
| América del Sur | Paraguay              |                      |                         |                   |              |              |           |                     |
| América del Sur | Perú                  | Arequipa             |                         |                   |              |              |           |                     |
| América del Sur | Reino Unido/Argentina | Puerto Stanley       |                         |                   |              |              |           |                     |
| América del Sur | Uruguay               |                      |                         |                   |              |              |           |                     |
| Antártida       |                       | Antártida occidental |                         |                   |              |              |           |                     |
| Oceanía         | Chile                 | Hanga Roa            |                         | 118 min           | 20:03:55     | 21:03:57     | 22:01:27  | 10, 2 %             |
| Océano          |                       |                      |                         |                   |              |              |           |                     |
| Atlántico       |                       | Atlántico sur        |                         |                   |              |              |           |                     |
| Austral         | Austral occidental    | 62.1°S 71.5°W        |                         |                   | 20:42:36     |              |           |                     |
| Pacífico        | Pacífico sur          |                      |                         |                   |              |              |           |                     |

### Sudamérica
- Argentina. Visible en todas las provincias del país. Uno de los países con mayor oscuridad.
  - Buenos Aires:
  - Mendoza
  - Ushuaia:
- Bolivia
  - La Paz
- Brasil: Visible solo en el extremo sureste del país.
- Chile. Visible en todo el territorio continental; mayor porcentaje de cobertura eclipsal, cuanto más al sur del territorio. Una de las zonas con más oscuridad.
  - Santiago de Chile: Inicia a las 20:33 UTC, máxima cobertura a las 21:37 (con el 28,5 % de bloqueo solar), finaliza a las 22:03 UTC.
  - Arica
  - Valparaíso
  - Archipiélago Juan Fernández
  - Concepción
  - Valdivia
  - Punta Arenas: 51 % de bloqueo solar.
  - Puerto Williams
- Islas Malvinas/Falkland. Visible en todos los territorios del archipiélago. Una de las zonas con más oscuridad.
  - Puerto Stanley:
- Paraguay
- Perú
  - Arequipa
- Uruguay

### Oceanía
- Chile
  - Isla de Pascua
    - Hanga Roa: inicio, 20:03:55 UTC; máximo eclipse, 21:03:57 UTC (con el 10,2 % de bloqueo solar); final, 22:01:27.[3]

### Antártida
- Antártida occidental

Península antártica

### Océano Pacífico
- Pacífico sur

### Océano Atlántico
- Atlántico sur

### Océano Austral
- Austral occidental

## Imágenes

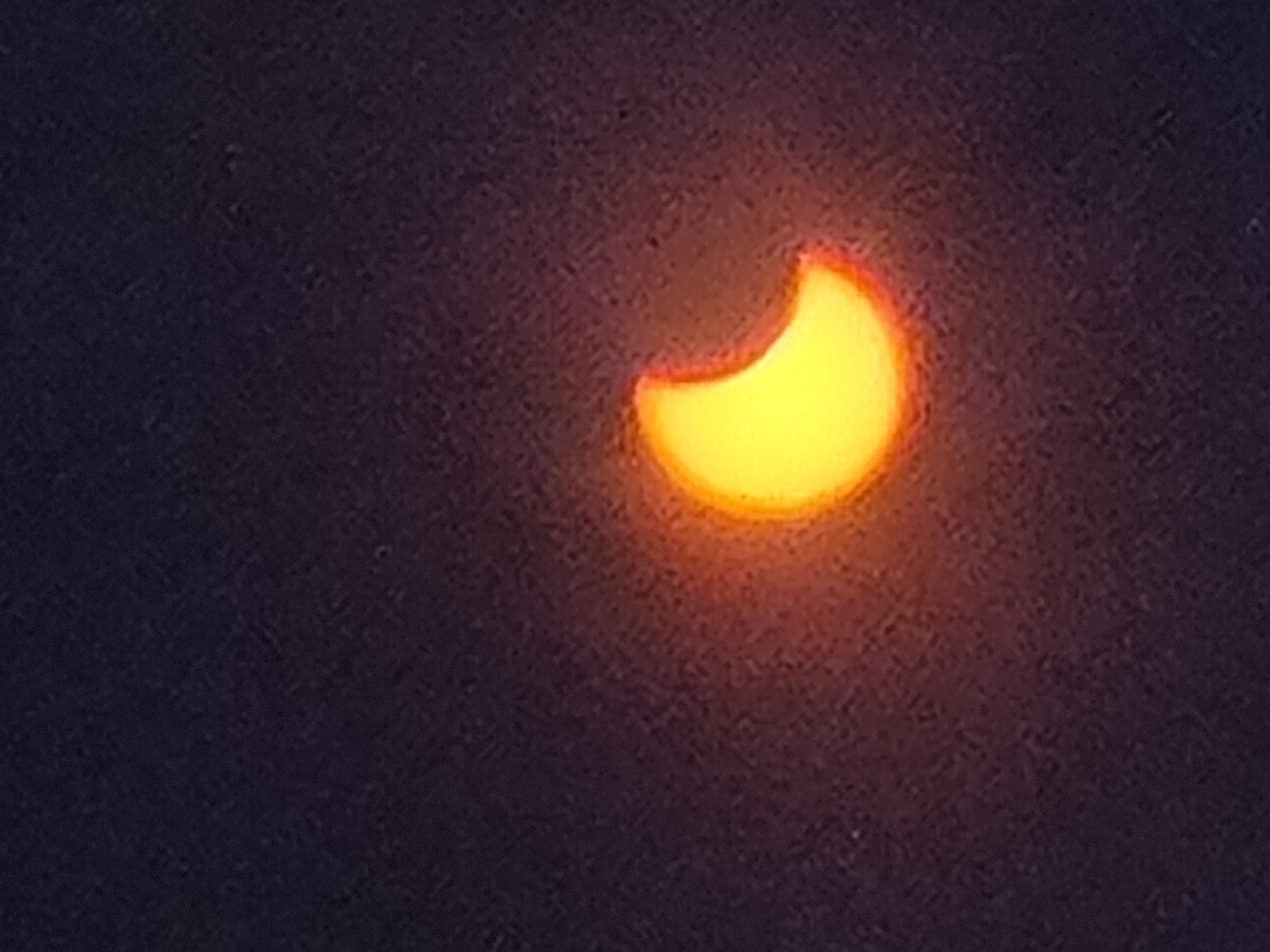
Eclipse parcial, a las 17:33 horas local, desde Cerro San Cristóbal, Santiago de Chile

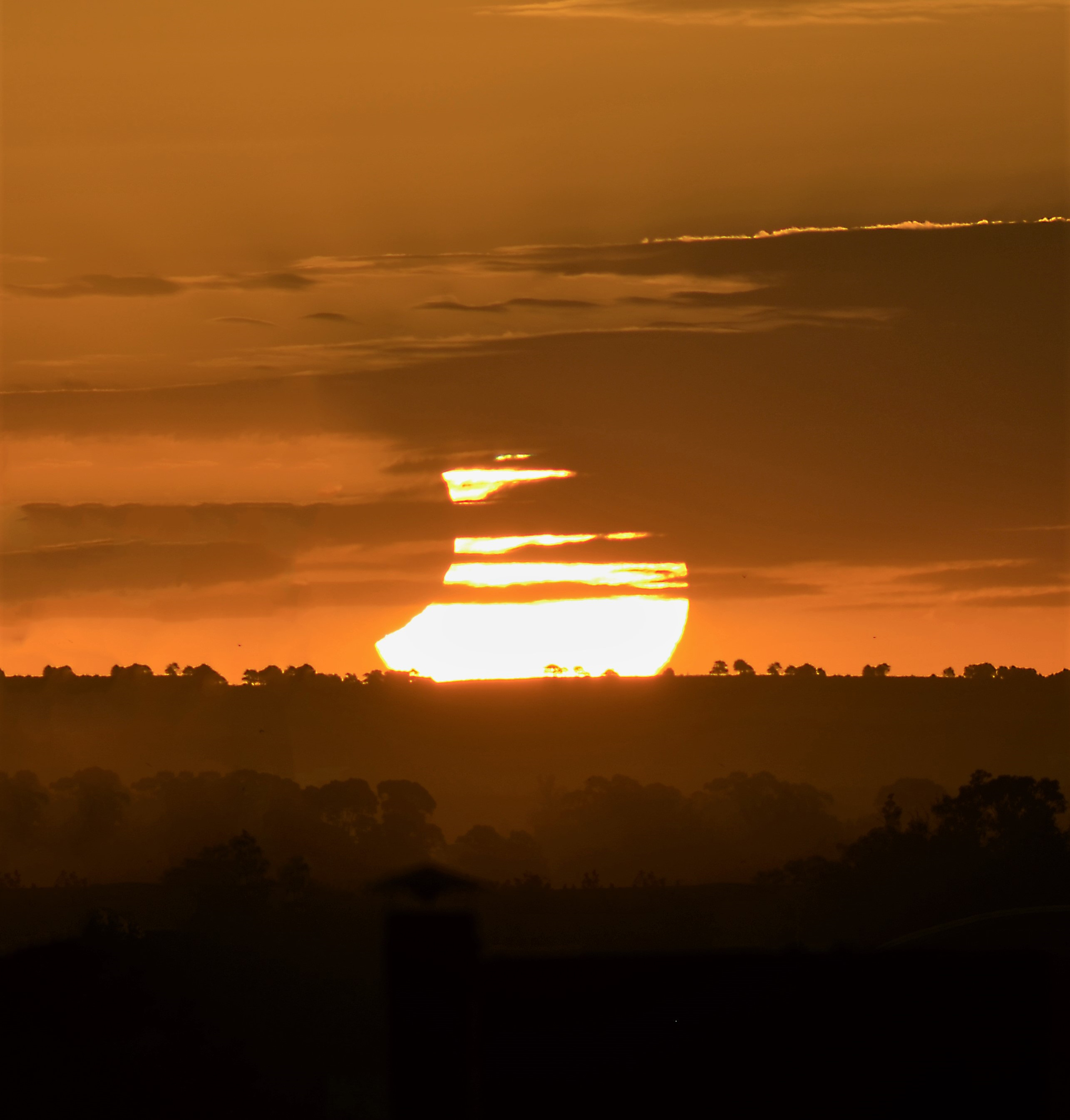
Eclipse parcial de sol en Mar del Plata, Argentina

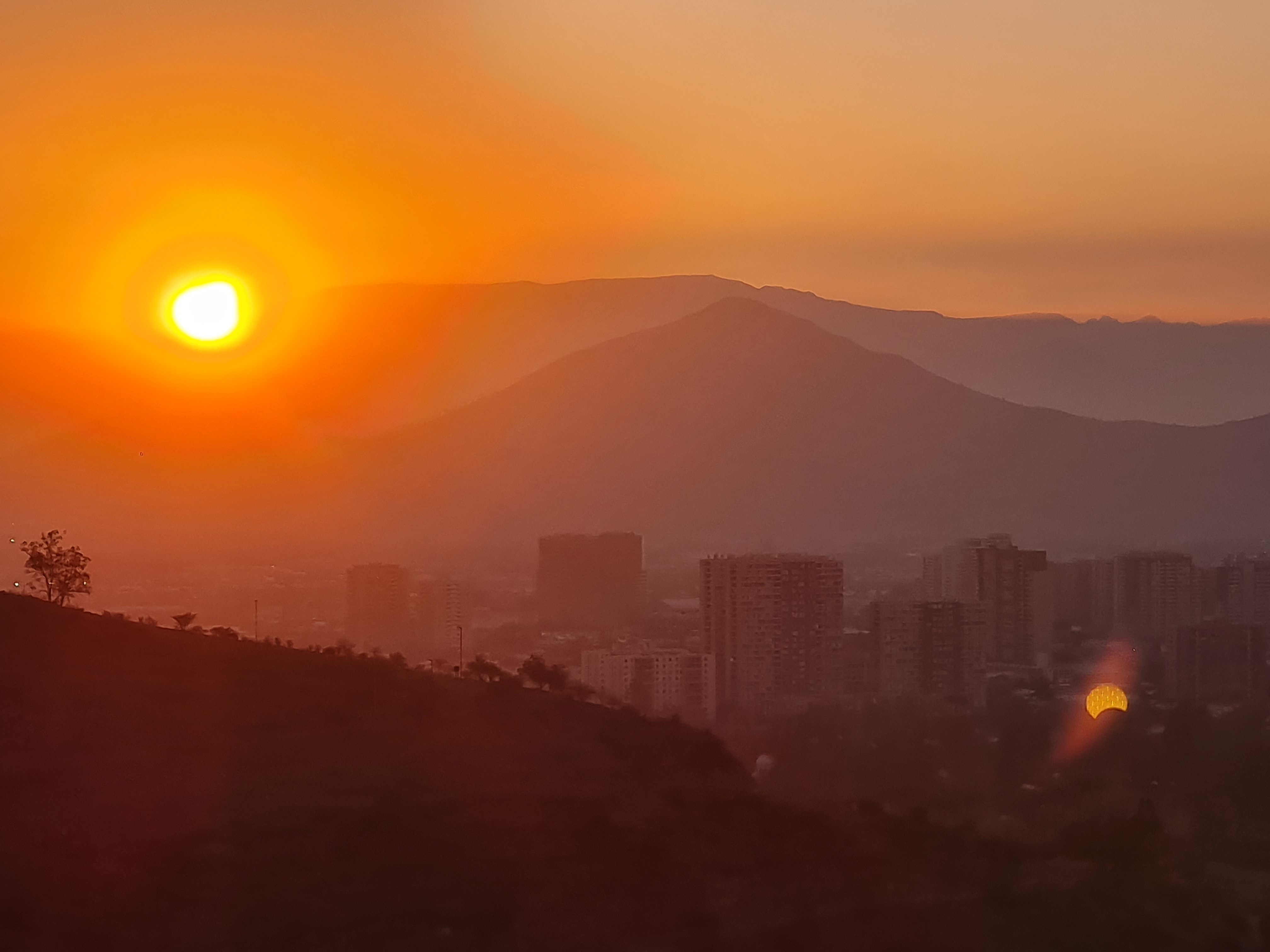
Reflejo abajo a la derecha del eclipse parcial en cerro San Cristóbal, Santiago de Chile

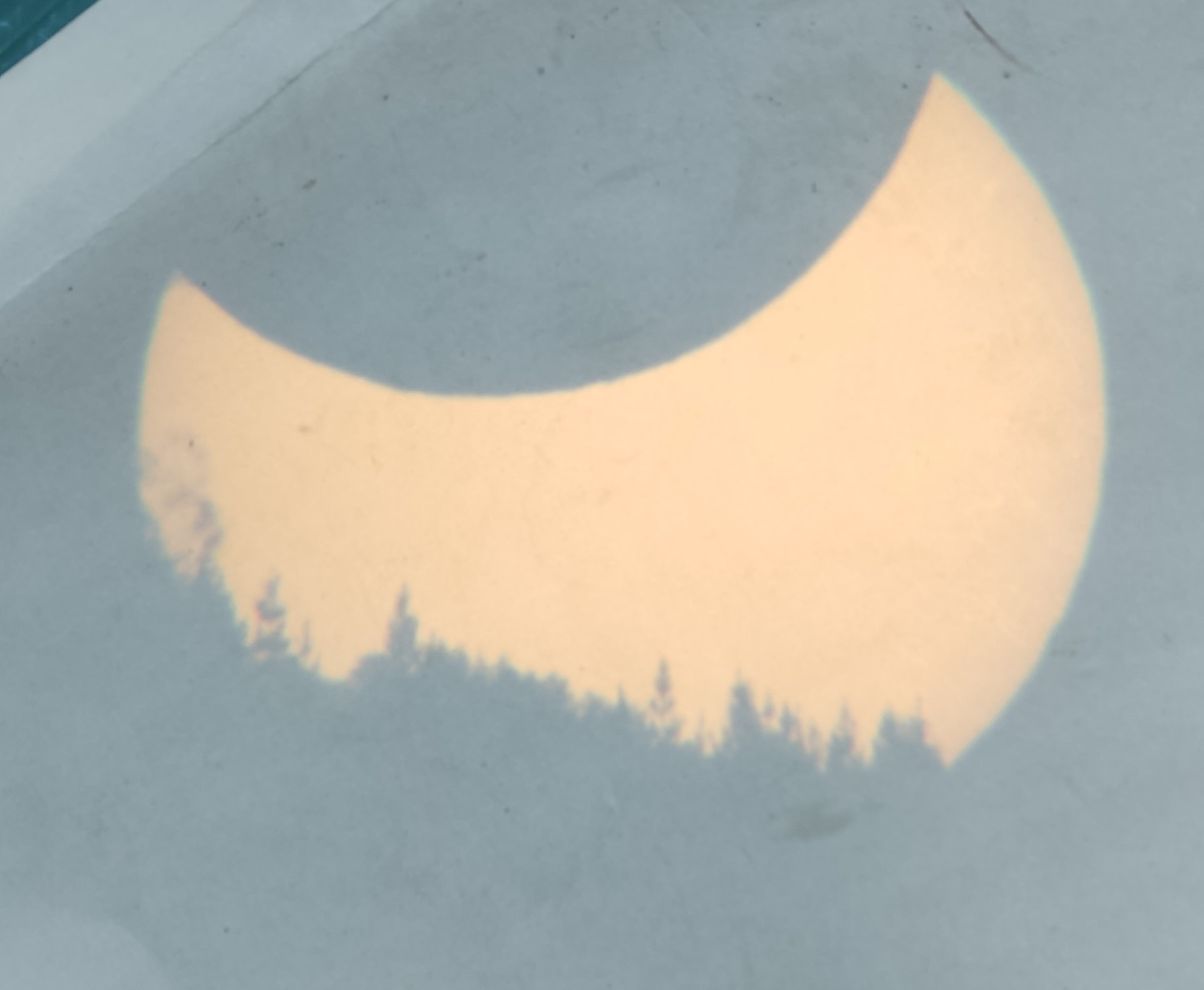
Eclipse solar parcial, desde la comuna de Quillón, Región de Ñuble, Chile.

Animación del paso del eclipse

## Eclipses relacionados

### Eclipses de 2022
- Eclipse lunar total del 16 de mayo.
- Eclipse solar parcial el 25 de octubre.
- Eclipse lunar total el 8 de noviembre.
- Eclipse mocular 2 de mayo

### Eclipses solares de 2022-2025
Este eclipse es miembro de una serie semestral. Un eclipse en una serie semestral de eclipses solares se repite aproximadamente cada 177 días y 4 horas (un semestre) en nodos alternos a la órbita de la Luna.

### Saros 119
Forma parte del Ciclo 119 de Saros, repitiéndose cada 18 años, 11 días, conteniendo 71 eventos. La serie de eventos comenzó con un eclipse solar parcial el 15 de mayo del 850 d. C. Contiene eclipses totales el 9 de agosto del 994 d. C. y el 20 de agosto del 1012 con un eclipse híbrido el 31 de agosto del 1030. Tiene eclipses anulares desde el 10 de septiembre de 1048 hasta el 18 de marzo de 1950. La serie acaba en el miembro 71 como un eclipse parcial el 24 de junio de 2112. La mayor duración de totalidad fue de 32 segundo el 20 de agosto de 1012. La duración más larga de anularidad fue de 7 minutos, 37 segundos el 1 de septiembre de 1625. La mayor duración de hibridación fue de sólo 18 segundos el 31 de agosto de 1030.

### Serie metónica
La serie metónica repite eclipses cada 19 años (6939.69 días), durando unos 5 ciclos. Los eclipses ocurren cercanos en la misma fecha de calendario. Adicionalmente, la subserie octon repite 1/5 de eso o cada 3.8 años (1387.94 días).